# Phyllanthus mindouliensis
Phyllanthus mindouliensis är en emblikaväxtart som beskrevs av Jean F.Brunel. Phyllanthus mindouliensis ingår i släktet Phyllanthus och familjen emblikaväxter.
Artens utbredningsområde är Kongo. Inga underarter finns listade i Catalogue of Life.